# 대한상하수도학회
사단법인 대한상하수도학회(Korean Society of Water and Wastewater, KSWW)는 상하수도에 관한 학문 발전과 기술 개발을 도모하고 상하수도에 관한 경영, 계획 및 정책 분야의 발전에 공헌하는 목적으로 1986년 9월 24일에 설립된 학술단체이다. 사무실은 서울특별시 강남구 광평로 280 로즈데일빌딩 1323호, 1324호에 있다. 관련 분야의 연구발표회 및 강연회 개최, 학회지 및 간행물의 발간, 국제학술교류 등을 활동하고 있다. 1987년에 창간된 학회지 《상하수도학회지》를 발간하고 있다.

## 주요 사업
- 상하수도의 기초과학분야 연구개발
- 상하수도의 응용과학분야 연구개발
- 상하수도의 건설기술분야 연구개발
- 상하수도용 신소재(재료)분야 연구개발
- 학회지 및 간행물의 발간
- 상하수도에 관한 연구발표회 개최
- 연구의 장려 및 표창
- 상하수도관계 국제학술교류

## 역대 회장
| 대수    | 성명   | 소속               | 재직 기간               |
| ------- | ------ | ------------------ | ----------------------- |
| 제1~6대 | 박중현 | 서울대학교         | 1986년 5월~1999년 6월   |
| 제7대   | 김성순 | 중앙대학교         | 1999년 6월~2001년 6월   |
| 제8대   | 정태학 | 서울대학교         | 2001년 6월~2003년 7월   |
| 제9대   | 현인환 | 단국대학교         | 2003년 7월~2005년 11월  |
| 제10대  | 최승일 | 고려대학교         | 2005년 12월~2007년 11월 |
| 제11대  | 김응호 | 홍익대학교         | 2007년 12월~2009년 11월 |
| 제12대  | 김영관 | 강원대학교         | 2009년 12월~2011년 11월 |
| 제13대  | 박주양 | 한양대학교         | 2011년 12월~2013년 11월 |
| 제14대  | 박규홍 | 중앙대학교         | 2013년 12월~2015년 11월 |
| 제15대  | 오현제 | 한국건설기술연구원 | 2015년 12월~2017년 11월 |
| 제16대  | 배재호 | 인하대학교         | 2017년 12월~2019년 12월 |
| 제17대  | 구자용 | 서울시립대학교     | 2020년 1월~2021년 12월  |
| 제18대  | 김건하 | 한남대학교         | 2022년 1월~2023년 12월  |
| 제19대  | 권지향 | 건국대학교         | 2024년 1월~             |

## 임원진
회장
- 회장

회장단
- 기획위원장
- 학술위원장
- 편집위원장
- 정책위원장
- 국제위원장
- 교육위원장
- 홍보위원장
- 학술지발전위원장
- 산업위원장
- 하수발전위원장
- 총무이사
- 재무이사
- 총무간사
- 재무간사

이사 및 감사
- 이사 ※학계, 연구소, 단체, 관련 기업 등 총 64명으로 구성
- 감사 ※총 2명으로 구성

## 학회지
- 《상하수도학회지》 - 1987년에 창간하여 매년 발행하고 있다.[1]